# Maryse Vaillant
Pour les articles homonymes, voir Vaillant.
Maryse Vaillant, née le 30 septembre 1944 à Château-Thierry et morte le 19 janvier 2013 à Lorient, à 68 ans, est psychologue clinicienne de formation et écrivaine.

## Biographie
Son enfance est douloureuse, sa mère connaissant de nombreuses phases de dépression et d'hospitalisation, après le suicide de sa grand-mère maternelle en 1946, et la naissance de sa seconde fille (la petite sœur de Maryse Vaillant) ; elle passe ainsi une partie de son enfance chez ses grands-parents paternels, séparée de sa petite sœur, laissée à un autre membre de la famille. Elle passe son adolescence chez ses parents, et s'évade grâce aux lectures et à l'imagination.
À 16 ans, elle travaille comme animatrice dans un centre aéré, et, face à un petit garçon vulnérable, trouve sa vocation d'éducatrice. À 20 ans, en 1964, elle commence son métier d'éducatrice dans un centre de redressement, auprès de jeunes délinquants. Face aux difficultés rencontrées, elle décide de faire une psychanalyse, puis de s'orienter vers des études de psychologie clinique à l'université. Elle est ensuite formatrice, psychologue à la Faculté, chargée de cours à Paris VII, chargée d’études au centre de Vaucresson de la Protection judiciaire de la jeunesse, à l’Institut de l’enfance et de la famille et chargée de mission à la Protection judiciaire de la jeunesse.
Elle vit alors à Paris durant plusieurs années, avec sa fille unique, Judith Leroy, qu'elle élève seule, et rencontre de nombreuses difficultés durant son adolescence. Elles s'y pencheront ensemble dans leur ouvrage à quatre mains Vivre avec elle, Mère et fille racontent, publié en 2002. Par la suite, elles écriront d'autres ouvrages ensemble : Range ta chambre. Petit traité d'éducation et Cuisine et dépendances affectives en 2006, Ma famille, mes copains, mon école et moi en 2010.
Quant à sa mère, elle sera, durant des années, malgré son décès et la psychanalyse, le centre des angoisses et du mal-être de Maryse Vaillant, qui fit deux tentatives de suicide en 1966 : « Ma mère fut ma hantise, mon ennemi secret, une plaie suintant à mon flanc, un corbeau me dévorant le foie. ». Elle apprendra à faire la paix avec son passé, comme elle l'évoque dans deux de ses ouvrages autobiographiques : Il m'a tuée, sur l'histoire de sa famille, et Mes petites machines à vivre. Ce dernier essai sera couronné en 2012 par le Prix Psychologies-Fnac.
À partir de ses travaux, elle écrit plusieurs ouvrages, intervient dans des émissions (comme Les Maternelles sur France 5) et donne des conférences : après s'être penchée sur l'adolescence (La Réparation et L'Adolescence au quotidien), elle s'intéresse à diverses problématiques, comme celle de la famille (Pardonner à ses parents et Pardonner à ses enfants), du couple et de l'amour (Comment aiment les femmes ; Les Hommes, l’amour, la fidélité et La répétition amoureuse : sortir de l’échec), la maternité (Être mère : mission impossible ?) et de la féminité (Sexy soit-elle). Elle s'est installée à la campagne, en Bretagne.
En 2006, un cancer du sein lui est diagnostiqué et elle subit une mammectomie. Sa bataille contre la maladie durera des années, et sera le sujet d'un de ses livres : Une année singulière, publié en 2008. Son cancer finira toutefois par l'emporter, le 19 janvier 2013.

## Œuvres
- La Réparation. De la délinquance à la découverte de la responsabilité, Gallimard, coll. Sur le champ , 1998
- L'Adolescence au quotidien, La Découverte, 2001
- Pardonner à ses parents, La Martinière, coll. Il n’est jamais trop tard pour..., 2001
- Les violences du quotidien. Idées fausses et vraies questions, coécrit avec Christine Laouénan, éd. La Martinière, coll. Ados Guides, 2002
- Il m'a tuée, La Martinière, 2002
- Vivre avec elle. Mère et fille racontent, coécrit avec Judith Leroy, La Martinière, 2002
- Quand les violences vous touchent, coécrit avec Christian Laouenan, La Martinière Jeunesse, 2004
- Range ta chambre. Petit traité d'éducation, coécrit avec Judith Leroy, Flammarion, 2006
- Cuisine et dépendances affectives. (Pour mieux comprendre nos rapports à l'alimentation), coécrit avec Judith Leroy, Flammarion, 2006
- Comment aiment les femmes. Du désir et des hommes, Seuil, 2006
- Récits de divan, propos de fauteuil. Comment la psychanalyse peut changer la vie, coécrit avec Sophie Carquain, Albin Michel, 2007
- Une année singulière, avec mon cancer du sein[3], Albin Michel, 2008.
- Entre sœurs : une question de féminité, coécrit avec Sophie Carquain, Albin Michel, 2008 
  - Réédité sous le titre Entre soeurs : les multiples facettes d'une relation complexe, Marabout, 2016
- Les Hommes, l’amour, la fidélité, Albin Michel, 2009.
- Au bonheur des grands-mères, Eres, 2010
- La répétition amoureuse : sortir de l’échec, coécrit avec Sophie Carquain, Albin Michel, 2010 ; rééd. Marabout, 2015
- Ma famille, mes copains, mon école et moi, coécrit avec Judith Leroy, Pocket Jeunesse, 2010
- Être mère : mission impossible ?, Albin Michel, 2011
- Mes petites machines à vivre. Oser la tristesse, la solitude et l’ennui, Jean-Claude Lattès, 2011. Prix Psychologies-Fnac 2012 du meilleur essai
- Sexy soit-elle, Les Liens qui libèrent, 2012 ; rééd. Marabout, 2014
- Pardonner à ses enfants : de la déception à l’apaisement, coécrit avec Sophie Carquain, Albin Michel, 2012.
- Voir les lilas refleurir, Albin Michel, 2013
- Aimer à en perdre la raison. Autopsie d'une passion, éd. Les Liens qui libèrent, 2013 ; rééd. Marabout, 2014

Collectif
- Encyclopédie de la vie de famille. Les psys en parlent, sous la direction de Maryse Vaillant et Ariane Morris, La Martinière, 2004

Collaboration
- Karine Le Marchand, Devenir heureux... Ces épreuves qui font notre force, Paris, éditions Calmann-Lévy, 13 mai 2009, 235 p.  (ISBN 2702140181). Essai avec la collaboration de Maryse Vaillant, Philippe Grimbert et Stéphane Clerget.

## Distinctions
- 2012 : Prix Psychologies-Fnac du meilleur essai pour son livre Mes petites machines à vivre[7]